# Ixora pavetta
Ixora pavetta är en måreväxtart som beskrevs av Gábor Gabriel Andreánszky. Ixora pavetta ingår i släktet Ixora och familjen måreväxter. Inga underarter finns listade i Catalogue of Life.